# Arytropteris basalis
Arytropteris basalis е вид насекомо от семейство Tettigoniidae. Видът е световно застрашен, със статут Уязвим.

## Разпространение
Видът е ендемичен за крайбрежните гори и гъсталаци на провинция Квазулу-Натал в Южна Африка.